# Abubakar Audu
Abubakar Audu, född 24 oktober 1947, död 22 november 2015, var guvernör i Kogi i Nigeria från januari 1992 till november 1993 samt från 29 maj 1999 till 29 maj 2003.